# Rob Lowe
Rob Lowe (rođen 17. ožujka 1964.) je američki filmski, televizijski i kazališni glumac. Najpoznatiji je po ulogama u filmovima Outsideri, Oxford Blues, Ljubav, seks i ono drugo, Hotel New Hampshire, Vatra svetog Elma, Wayneov svijet, Tommy Boy i Austin Powers 2: Špijun koji me hvatao.
Na televiziji je poznat po ulogama Sama Seaborna u Zapadnom krilu, senatora Roberta McCallistera u Braći i sestrama te i Chrisa Traegera u Parks and Recreation. 
Prve glumačke uloge ima s osam godina. Nakon sedam godina stanke ponovo je na malom ekranu u seriji A New Kind of Family u kojoj je glumio sina tinejdžera. Premda se serija brzo ugasila, Lowe nije ostao neprimijećen i medijski pratitelji filma svrstavali su ga u nadolazeće zvijezde.
Pet je puta bio nominiran za Zlatni globus, jednom za Emmy za udarni termin, te dvaput nominiran za nagradu Gilde ekranskih glumaca. Dobio je jednu Zlatnu malinu i dvije nagrade Gilde ekranskih glumaca.

## Vanjske poveznice
- Port.hr  Arhivirana inačica izvorne stranice od 2. veljače 2015. (Wayback Machine)
- Filmografija na IMDb